# Syngnathus typhle
Syngnathus typhle, conosciuto comunemente come pesce ago cavallino, è un pesce d'acqua salata appartenente alla famiglia Syngnathidae, nonché specie tipo del genere Syngnathus.

## Distribuzione e habitat
Questa specie è diffusa nel Mar Mediterraneo, nel Mar Nero, nell'Atlantico orientale (dalle coste del Marocco fino alla penisola scandinava) e nel Mar Baltico.
Abita acque costiere fino a  -20 metri di profondità, nelle praterie di Posidonia oceanica o di Zostera.

## Descrizione

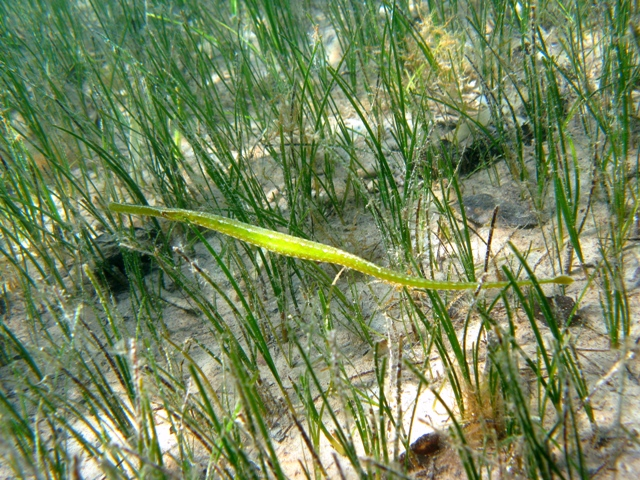

Presenta un corpo affusolato, di colorazione da marrone a verde, simile a quella delle foglie di Posidonia oceanica, con la grande testa allungata lunga quasi quanto l'intero corpo. La particolare conformazione della testa, che ricorda i profili di un cavallo, gli conferisce il nome di cavallino. 

Raggiunge una lunghezza massima di 35 centimetri.

## Riproduzione
Come le altre specie della famiglia, anche il pesce ago cavallino è specie ovovivipara: la femmina depone le uova in una tasca incubatrice che il maschio ha sotto la coda, dove le uova incuberanno fino alla schiusa, quando il maschio li "partorirà".

## Alimentazione
Si nutre di invertebrati e di piccoli pesci.

## Predatori
È preda abituale di Eutrigla gurnardus.

## Sottospecie
S. typhle viene suddiviso in quattro sottospecie a seconda della distribuzione geografica:
- Syngnathus typhle typhle, pesce ago cavallino atlantico, dal Marocco fino alla penisola scandinava. Il muso è di colorazione uniforme e non presenta le ramificazioni della sottospecie rondeleti. Lungo fino a 25 centimetri;
- Syngnathus typhle rondeleti, pesce ago cavallino mediterraneo, mar Mediterraneo e mar Nero. Fino a 35 centimetri.
- Syngnathus typhle rotundatos, mar Adriatico settentrionale, col muso più sottile di S. rondeleti;
- Syngnathus typhle argentatus, mar Nero, col muso più sottile di S. rondeleti.